# Constantin C. Arion
Constantin C. Arion (n. 18 iunie 1855, București – d. 27 iunie 1923, București) a fost un politician și ministru de externe român, membru de onoare (din 1912) al Academiei Române. Constantin C. Arion a fost ministru al cultelor și al instrucțiunii publice în perioada 7.7.1900 - 13.2.1901, în guvernul Petre P. Carp. Acesta era descendent al unei familii boierești, menționate în surse începând cu secolul XVIII. Soția sa se numea Maria și era născută Tătăranu. Au avut un fiu pe Dinu Arion, viitorul istoric.

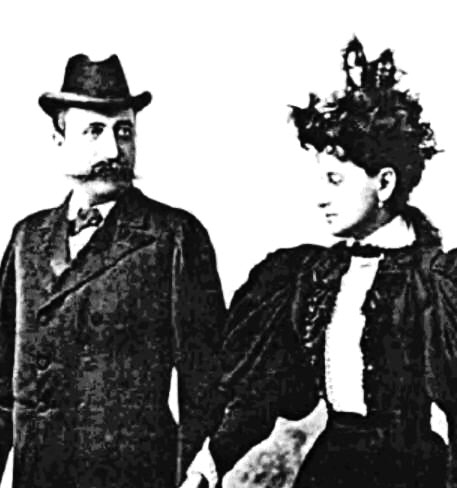
Arion și soția sa, c.1890

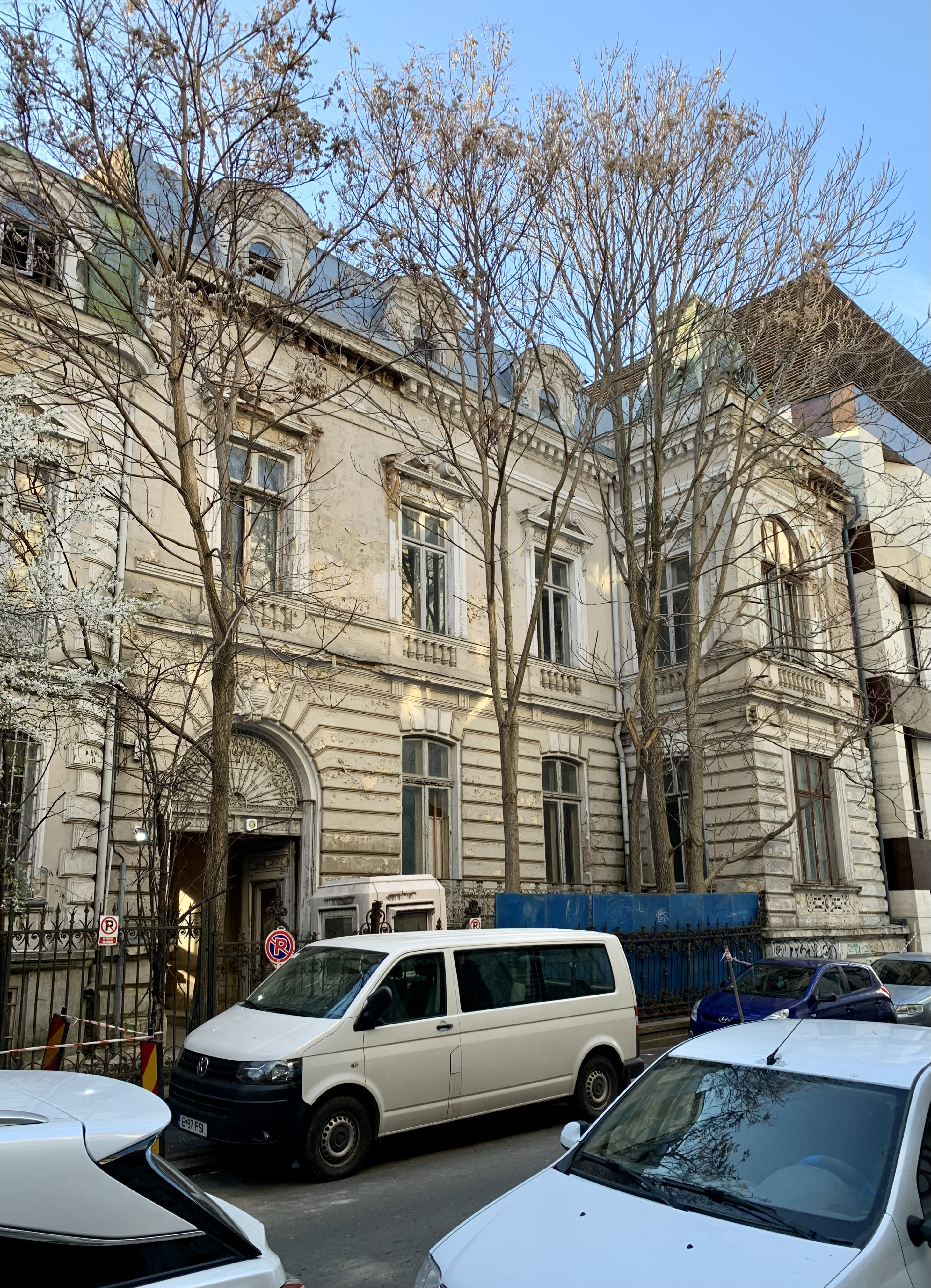
Casa lui Arion: Strada Georges Clemenceau nr. 9 din București

El a făcut generala și liceul în București (Liceul Matei Basarab), iar studiile superioare la Facultatea de Drept din Paris finalizată prin doctorat în anul 1878. Până în anul 1907 face parte din partidul liberal, dar din cauza neînțelegerilor cu Ion C. Brătianu, devine membru al partidul conservator. Între anii 1883-1886 este profesor suplinitor la catedra de drept comercial a Facultății de Drept din București. Mai târziu când va ocupa postul ca titular, va dovedi în pachetele sale o influență italiană și franceză. În urma unor discuții contradictorii în Adunarea Deputaților, anul 1915, istoricul Nicolae Iorga îl descrie astfel „Istoricul are datoria de a verifica lucrurile, pe baza unei logici care nu există în acțiunile dumneavoastră, și atunci, da sunteți în stare de a mă încurca cu astfel de declarațiuni ale unui om, care în septembrie este de o opinie și în primăvară de altă opinie și puteți să încurcați nu numai pe un istoric ca mine; dar pe toți istoricii din lume cari nu vă cunosc așa de bine.”Constantin C. Arion, moare la data de 27 iunie 1923 la București. Corpul lui a fost depus la biserica Albă și apoi a fost înmormântat la cimitirul Bellu. Alexandru Constantinescu, ministrul agriculturii a adus condoleanțele guvernului. Bătrânul Alexandru Marghiloman, deși bolnav a venit la biserica unde a fost depus Arion. Ministerul instrucțiunii și-a suspendat orice activitate în ziua înmormântării fostului ministru.